# Mario Dal Pra
Mario Dal Pra, född 29 april 1914 i Montecchio Maggiore, död 21 januari 1992 i Milano, var en italiensk filosof och historiker. Han skrev bland annat om Thomas Hobbes lära om logik och var verksam vid universitetet i Milano. Han var elev åt Antonio Banfi och utvecklade dennes kritiska rationalism. Under andra världskriget tillhörde Dal Pra motståndsrörelsen. 